# Pup (band)
Pup is een Canadese punkgroep die in 2010 werd opgericht in Toronto onder de naam Topanga. Hun debuutalbum kwam uit in 2013 onder de naam PUP. In 2016 volgde hun tweede album, genaamd The dream is over en in 2019 brachten ze hun derde album Morbid Stuff uit. In 2022 brachten ze hun nieuwste album THE UNRAVELING OF PUPTHEBAND uit. In 2014 was deze band al eens te zien op Groezrock.

## Bandleden
- Stefan Babcock - zang, gitaar
- Steve Sladkowski - gitaar
- Nestor Chumak - basgitaar
- Zack Mykula - drums

## Geschiedenis
Bassist Nestor Chumak, gitarist Steve Sladkowski en drummer Zack Mykula zijn jeugdvrienden die samen naar school gingen in Toronto. Twee van hen ontmoetten elkaar in de derde klas en de derde ontmoette hen op de middelbare school van het Humberside Collegiate Institute. Gedurende hun jeugd speelden ze samen in enkele bands. Zanger en gitarist Stefan Babcock groeide ook op in Toronto en speelde in verschillende bands. Tijdens de middelbare school was Babcock de leadgitarist van een skaband genaamd Stop Drop N Skank die hij samen met een aantal van zijn klasgenoten op Earl Haig Secondary School vormde. Babcock ontmoette Chumak, Sladkowski en Mykula bij een gelegenheid op een lokaal muziekpodium in Toronto, maar speelde nog niet mee met hun in een band.
Na de middelbare school werd Babcock's band Stop Drop N Skank ontbonden. Tijdens zijn studie aan de Ryerson University werkte hij samen met Nestor Chumak aan een nummer om dat op te nemen voor een schoolproject. Babcock had dat nummer zelf geschreven. Na de voltooiing werkte het duo samen met Chumak's vrienden Sladkowski en Mykula om een groep te vormen genaamd Topanga. De naam komt van Topanga Matthews, een personage uit de Disney-sitcom Boy Meets World uit de jaren 90 die de band ''our first middle-school crush'' noemde. Ze besloten samen een ep op te nemen dat vier nummers telt. Op dat moment zag Babcock de opname van de ep als een eenmalig project en beschouwden ze zichzelf niet als een "echte band". Topanga (later omgedoopt naar Lionheart) werd op 7 december 2010 uitgebracht als een gratis download. 

## Discografie

### Studioalbums
- PUP

Dit album werd uitgebracht door Royal Mountain Records op 8 oktober 2013 in Canada. SideOneDummy Records zorgde ervoor dat het album in 2014 wereldwijd werd uitgebracht. Het album werd positief onthaald. Zo kreeg het album van Metacritic een score van 83/100. Van Record Collector en Kerang! kreeg het vier van de vijf sterren.
- The Dream is Over

Ook bij dit album waren het Royal Mountain Records en SideOneDummy die het album produceerde en uitgaven op 27 mei 2016. Ook dit album werd goed onthaald. Zo kreeg het 82/100 van Metacritic, Punknews.org gaf het 4,5/5 en AllMusic gaf het vier van de vijf sterren.
- Morbid Stuff

Het derde album werd uitgebracht op 5 april 2019. Dit keer was de producer Dave Schiffman. Morbid Stuff werd ontvangen met goede kritiek. Exclaim! noemde het hun sterkste album uitgebracht tot nu en Billboard noemde het een "must-hear punk album."
- THE UNRAVELING OF PUPTHEBAND

Het vierde album van de band werd gepubliceerd worden op 1 april via BMG/Rise Records. Het album bevat 12 nummers.
- Who Will Look After The Dogs?

Het vijfde album door de band uitgebracht op 2 mei 2025. Ook dit album bevat 12 nummers net zoveel als het voorgaande album. 

### Extended plays
- This Place Sucks Ass

This Place Sucks Ass is een ep dat PUP uitbracht op 23 oktober 2020. De band produceerde dit ep, bestaande uit zes nummers, tijdens de coronapandemie. Het bevat drie nummers die al eerder in het jaar waren uitgebracht als single.
- PUP Unravels Live In Front Of Everyone They Know

PUP Unravels Live In Front Of Everyone They Know is een EP uitgebracht op 12 oktober 2022. Het bestaat uit 6 live nummers uit het nieuwe album 'the unraveling of puptheband'.

### Singles
- "Oceans" (2013)
- "Resevoir/My Shadows" (2014)
- "Lionheart" (2014)
- "Mabu" (2014)
- "You Don't Get Me High Anymore" (2017)
- "My Life is Over and I Couldn't Be Happier" (2018)
- "Bare Hands" (2019)
- "Bloody Mary, Kate and Ashley" (2019)
- "Kids" (2019)
- "Anaphylaxis" (2020)
- "Anaphylaxis" (2020)
- "A.M. 180" (cover van Grandaddy; 2020)
- "Rot" (2020)
- "It's Christmas And I Fucking Miss You" (Collab met Charly Bliss; 2020)
- "Holier Than Thou" (2021)
- "Kill Something" (2021)